# Krigsåret 1754

## Pågående krig
- Andra karamatiska kriget (1749-1754)[1]
  - Frankrike på ena sidan
  - Storbritannien på andra sidan

- Fransk-indianska kriget (1754 -1763)
  - Frankrike, Abenakis, Algonkiner, Mohawker, Lenape, Mi'kmaq, Ojibwa, Ottawa,  Shawnee, Wyandot på ena sidan
  - Storbritannien, Irokeser, Catawba, Cherokeser på andra sidan